# Гусиная (река, остров Врангеля)
Гуси́ная — река на острове Врангеля в составе Иультинского района Чукотского автономного округа России.
Длина реки составляет 49 км. Впадает в Восточно-Сибирское море в районе мыса Флоренс.
Истоки Гусиной находятся у подножия Мамоновых гор. Река течёт преимущественно с востока на запад, формируясь в речных долинах межгорных депрессий. К югу от устья реки расположено солоноводное лагунное озеро Кмо.
В районе нижнего течения Гусиной, недалеко от мыса Птичий Базар, выявлены проявления осадочных марганцевых руд. В разрезе верхнепалеозойских отложений обнаружены две марганцевоносные пачки мощностью 50 и 60 м, приуроченные к карбонатно-глинистым комплексам позднего карбона и перми.

## Данные водного реестра
Согласно государственному водному реестру России, река Гусиная относится к Анадыро-Колымскому бассейновому округу. Речной бассейн — бассейны рек, впадающих в Чукотское море. Водохозяйственный участок — остров Врангеля, входящий в состав островов Чукотского моря в пределах внутренних морских вод и территориального моря Российской Федерации.
Код водного объекта: 19030010012119000084488.